# Agente X-77 - Ordine di uccidere
Agente 777 - Ordine di uccidere (Baraka sur X 13) è un film del 1966 diretto da Maurice Cloche e Silvio Siano (accreditato per la versione italiana con il nome Edgar Lawson).
Il film è vagamente ispirato al romanzo Silence clinique di Eddy Ghilain.

## Trama
Dopo La missione al Casinò Royale L'agente 777 è costretto a cambiare la sua Berretta 9 mm con una Smith & Wilson che gli viene consegnata dallo scienziato Barchlay inoltre per volere dell'MI6 gli viene consegnata una Ford Mustang del 64 con IA KITT l'agente vola in Giamaica dove trova l'agente dell'FBI Syril Boot e sua moglie la dottoressa Brennan qui trova una donna di nome Maddalena Swann che dopo la morte di Bond si è data a cercare le conchiglie i quattro scoprono che il Professor Dente aveva un legame con un Dottor Glorioso Si quindi i 4 si avvicinano al centro dell'Isola quando si trovano faccia a faccia con il drago del dottor Si che non è altro che un drago sputafuoco dotato di razzo lanciafiamme quindi i 4 vengono catturati dal Dottor Si e cenano con loro e il dottore rivela  che un tempo era il collaboratore di un tatuatore e che adesso lavora per la BRATVA la mafia russa con progetti di ritorsione nel mondo grazie a un travestimento da idraulico 777 riesce a dirottare il macchinario usato per il dirottamento delle navi portaerei russe e ucraine e impedire così di colpirsi a vicenda dando fuoco al laboratorio del dottor si insieme i 4 si gettano in mare prima che l'esplosione distrugga il laboratorio i 4 vengono salvati  dagli alleati Boot e Brenann si lasciano andare alla passione in balia delle onde